# 1799 a tudományban
Az 1799. év a tudományban és a technikában.

## Régészet
- július 15. - Megtalálják a Rosette-i követ

## Díjak
- Copley-érem: John Hellins

## Születések
- május 21. - Mary Anning paleontológus († 1847)
- június 18. - Prosper Menière orvos († 1862)
- július 30. – Petényi Salamon János magyar természettudós, zoológus, a magyar madártan és őslénytan megalapítója († 1855)
- szeptember 8. - James Bowman Lindsay feltaláló († 1862)
- december 30. - David Douglas botanikus († 1834)

## Halálozások
- január 17. - Maria Gaetana Agnesi matematikus (* 1718)
- február 19. - Jean-Charles de Borda fizikus, matematikus (* 1733)
- augusztus 2. - Jacques Étienne Montgolfier feltaláló (* 1745)
- október 6. - William Withering orvos (* 1741)
- december 6. - Joseph Black fizikus, kémikus (* 1728)